# Distrikt Sitajara
Der Distrikt Sitajara liegt in der Provinz Tarata in der Region Tacna in Südwest-Peru. Der Distrikt wurde am 7. November 1955 gegründet. Er besitzt eine Fläche von 233 km². Beim Zensus 2017 wurden 371 Einwohner gezählt. Im Jahr 1993 lag die Einwohnerzahl bei 350, im Jahr 2007 bei 560. Die Distriktverwaltung befindet sich in der 3150 m hoch gelegenen Ortschaft Sitajara mit 280 Einwohnern (Stand 2017). Sitajara befindet sich 15 km nordwestlich der Provinzhauptstadt Tarata.

## Geographische Lage
Der Distrikt Sitajara liegt an der Südflanke der Cordillera Volcánica im Südosten der Provinz Tarata. Der Río Salado, rechter Nebenfluss des Río Sama, durchquert den Distrikt in südlicher Richtung.
Der Distrikt Sitajara grenzt im Süden und im Südwesten an den Distrikt Héroes Albarracín, im Nordwesten an den Distrikt Quilahuani, im Norden an den Distrikt Candarave (Provinz Candarave), im Nordosten an den Distrikt Susapaya sowie im Osten an den Distrikt Ticaco.